# Közösségi innováció
A közösségi innováció célja, hogy gazdasági területeken fejlesztési rendszert biztosítson, amely keretekben az érdekelt felek kölcsönös előnyök alapján növelhetik tevékenységük fenntarthatóságát, biztonságát és eredményességét.
A felgyorsult technológiai és ökonómia fejlődés drámai mértékben lerövidíti az egyes gazdasági fejlesztések hasznosítási idejét. Ennek következtében, elsősorban a KKV szektorba tartozó vállalkozások számára szinte lehetetlen az egyéni gazdaságfejlesztési programok kivitelezése. Ezek a méretű vállalkozások külön-külön nem vagy csak kivételes esetekben rendelkeznek elegendő erőforrással, a jelentős hozzáadott értéket előállító, az egyes piacokat alapvetően átalakító gazdaságfejlesztési programok hatékony lebonyolítására.
Az üzleti klaszterek fogalmát Michael Porter definiálta 1990-ben. Ezek célja egyértelműen az azonos üzleti érdekkel rendelkező gazdasági szereplők versenyelőnyének a fokozása illetve fenntartása. A közösségi innováció a klaszterek előnyeit magába foglalva túllép ezen az értelmezési kereten mivel különböző iparágakban, sőt eltérő geográfiai meghatározottsággal rendelkező gazdasági szereplőknek is biztosítja a hatékony fejlesztési együttműködést. Ezt egyrészt fejlesztési, másrészt a versenykörnyezet újraértelmezésével teszi.
A közösségi innováció gazdasági értelmezésben forprofit tevékenység. Mivel speciális és hosszan megtérülő erőforrásokat igényel, jelentős belépési korlátokat támaszt a piaci szereplők elé. Megjegyzendő azonban, hogy hagyományos üzleti modellekben lévő növekedési lehetőségek egyre inkább tapasztalható kimerülése új üzleti innovációs megoldások folyamatos kutatását teszi szükségessé a jövőben. Ezekhez teremthet megfelelő üzleti környezetet a közösségi innováció eszköztára.